# Dünnschichtzytologie
Die Dünnschichtzytologie, auch Flüssigkeitszytologie oder flüssigkeitsbasierte Zytologie genannt, ist eine spezielle Methode zur Abstrichentnahme und Abstrichaufbereitung, insbesondere bei der Früherkennung des Gebärmutterhalskrebses.
Die Methode ist eine technische Weiterentwicklung des bisherigen Pap-Tests, bei dem der Zellabstrich direkt auf ein Glasplättchen ausgestrichen wird. Bei der Dünnschichtzytologie werden die Abstriche in ein kleines Gefäß mit Flüssigkeit ausgeschüttelt und somit eine Zelllösung hergestellt. Dabei werden Verunreinigungen wie Blut, Schleim und Entzündungszellen entfernt und erst im Anschluss die Zellen in einer dünnen Schicht auf einem Objektträger verteilt. Es ergibt sich durch diese Verfahrensweise ein für den Untersucher gut zu beurteilendes Abstrichpräparat, das herkömmlich manuell, aber auch computerassistiert ausgewertet werden kann. Dadurch soll der Anteil nicht oder schlecht zu beurteilender Präparate sowie unklarer oder falscher Befunde gesenkt werden. Eine deutsche randomisierte, prospektive Studie zeigte eine mehr als 2-fach erhöhte Sensitivität (richtige Erkennung) gegenüber der konventionellen Zytologie. Jedoch konnte die Überlegenheit nicht in allen Studien bestätigt werden. Allerdings wurde die signifikant erhöhte, richtige Erkennung von auffälligen Zellen durch Dünnschichtzytologie in der Praxis bestätigt.
In vielen Ländern ist die Dünnschichtzytologie beim Screening auf ein Zervixkarzinom etabliert. In den USA werden mehr als 70 Prozent aller Abstriche mit Hilfe der Dünnschichtzytologie gemacht. Auch in England, Schottland, Irland, Deutschland und der Schweiz ist die Dünnschichtzytologie verbreitet.
In Deutschland können 20–34-jährige gesetzlich krankenversicherte Frauen jährlich eine zytologische Untersuchung in Anspruch nehmen. Sie kann mittels konventioneller Dünnschichtzytologie erfolgen. Frauen ab 35 Jahren können alle drei Jahre eine Kombination aus zytologischer Untersuchung und HPV-Test wahrnehmen.